# Chancellerie fédérale (Suisse)
Pour les articles homonymes, voir Chancellerie fédérale.
La Chancellerie fédérale suisse (ChF ; en allemand : Bundeskanzlei, BK ; en italien : Cancelleria federale, CF ; en romanche : Chanzlia federala, CF) est l'organe central de l'administration fédérale qui coordonne les travaux du Conseil fédéral et prépare ses séances. Dirigée par le chancelier de la Confédération, elle assiste le président de la Confédération dans la direction des affaires gouvernementales et assure les relations avec l'Assemblée fédérale (parlement).

## Composition
Le chancelier de la Confédération est assisté de deux vice-chanceliers. Il n'est pas le chef du gouvernement, fonction plus ou moins assurée par le président de la Confédération.

## Structure
La Chancellerie fédérale se structure de la manière suivante (270 collaborateurs), :
Secteur du chancelier
- Section des droits politiques

Secteur communication et stratégie (dirigé par le vice-chancelier André Simonazzi)
- Section communication
- Section de soutien à la communication
- Section aide à la conduite stratégique
- Service présidentiel (depuis 2015), en soutien à la présidence de la Confédération

Secteur Conseil fédéral (dirigé par le vice-chancelier Viktor Rossi)
- Section Affaires du Conseil fédéral
- Section du droit
- Centre des publications officielles (responsable pour le Recueil systématique, le Recueil officiel et la Feuille fédérale)
- Services linguistiques centraux
  - Section allemande
  - Section française
  - Section italienne
  - Section de terminologie

Secteur Services internes
- Sécurité intégrale
- Centre des services informatiques
- Section du personnel et des ressources
- Service spécialisé chargé des contrôles de sécurité relatifs aux personnes
- Section gestion des affaires et logistique

Sont rattachés directement au chancelier de la Confédération :
- État-major du chancelier de la Confédération
- Gever[N 1] Confédération

Il existe aussi différentes organisations interdépartementales :
- Conférence des secrétaires généraux (CSG), composée du chancelier de la Confédération et des sept secrétaires généraux[3]
- Conférence des services d'information de la Confédération (CSIC), composée du porte-parole du Conseil fédéral et des responsables de l'information des départements fédéraux, de la Chancellerie fédérale et des Services du Parlement[4]
- Conférence interdépartementale des services linguistiques (CISL)[5]

## Histoire
(27 avril 2020).
L'histoire de la chancellerie fédérale remonte au début du XIXe siècle : la Chancellerie fédérale est en effet créée par Napoléon Ier, lors de l'acte de médiation de 1803. À cette époque, le chancelier (avec le secrétaire d’État[Lequel ?]) est l'une des rares personnes employée à plein temps comme fonctionnaire fédéral.
Le rôle et les responsabilités de la Chancellerie sont revus à la baisse lors de l'adoption de la Constitution de 1848, pour ne devenir qu'un service administratif du Conseil fédéral et du parlement. 
À la suite de discussions sur la réforme du gouvernement dans les années 1960, provoquées en partie par d'importants dépassements de crédits lors de l’acquisition d’un nouvel avion de combat, le rôle de la Chancellerie est revalorisé en 1964 et transformé en un véritable service d’état-major du gouvernement suisse. En particulier, le chancelier obtient le droit de présenter lui-même des propositions au Conseil fédéral[réf. nécessaire].

## Fedlex
En janvier 2021, la Chancellerie fédérale lance la plateforme Fedlex, présentée comme la « plateforme de publication du droit fédéral », qui regroupe les accès à la Feuille fédérale, au Recueil officiel, au Recueil systématique, à la base de données des traités conclus par la Suisse (dont les accords bilatéraux avec l'Union européenne), mais aussi à la liste des commissions extra-parlementaires. Le lancement fait toutefois face à un nombre imprévu de demandes, selon la Chancellerie fédérale, ce qui oblige cette dernière à réactiver l'ancien système pendant la panne.